# Secondhand Daylight
| Recensione       | Giudizio    |
| ---------------- | ----------- |
| AllMusic         | [ 1 ]       |
| Robert Christgau | C           |
| NME              | molto buono |
| Smash Hits       | 6/10        |
| Uncut            | [ 5 ]       |

Secondhand Daylight è il secondo album del gruppo post-punk britannico Magazine, pubblicato nel 1979 dalla Virgin Music (Publishers).

## Tracce
Testi di Devoto.
Lato 1
1. Feed the Enemy - 5:45 (Formula, Devoto)
2. Rhythm of Cruelty - 3:03 (McGeoch, Adamson, Devoto)
3. Cut-Out Shapes - 4:43 (Devoto)
4. Talk to the Body - 3:34 (McGeoch, Devoto)
5. I Wanted Your Heart - 5:13 (Formula, Adamson, Devoto)

Lato 2
1. The Thin Air - 4:10 (McGeoch)
2. Back to Nature - 6:40 (Formula)
3. Believe That I Understand - 4:00 (Adamson, Devoto)
4. Permafrost - 5:25 (Devoto)

Tracce bonus rimasterizzazione CD 2007
1. Give Me Everything - 4:23	(Devoto)
2. I Love You, You Big Dummy - 2:18 (testo e musica: Van Vliet)
3. Rhythm of Cruelty (Original Single Version) - 3:03 (Devoto, McGeoch, Adamson)
4. TV Baby - 3:48	(Devoto, Formula)

## Formazione
- Howard Devoto - voce
- John McGeoch - chitarra, sassofono, cori, tastiere in The Thin Air
- Barry Adamson - basso, cori
- Dave Formula - tastiere
- John Doyle - batteria, percussioni

### Produzione
- Colin Thurston - produzione e ingegneria del suono
- JJ Allom - ingegneria del suono
- Ian Pollock - illustrazione di copertina
- Richard Rayner-Canham - fotografie
- Malcolm Garrat - tipografia, immagini
- Sean Magee - rimasterizzazione

## Classifiche
| Classifica (1979) | Posizione massima |
| ----------------- | ----------------- |
| Regno Unito       | 38                |